# جيورجي فيهير
جيورجي فيهير (بالمجرية: Fehér György)‏ هو كاتب سيناريو ومخرج مجري، ولد في 12 فبراير 1939 في بودابست في المجر، وتوفي بنفس المكان في 15 يوليو 2002.

## وصلات خارجية
- جيورجي فيهير على موقع IMDb (الإنجليزية)
- جيورجي فيهير على موقع ألو سيني (الفرنسية)
- جيورجي فيهير على موقع أول موفي (الإنجليزية)
- جيورجي فيهير على موقع قاعدة بيانات الفيلم (الإنجليزية)
- جيورجي فيهير على موقع كينوبويسك (الروسية)